# Chiesa di Santa Elisabetta (Caravaggio)
La chiesa di Santa Elisabetta (risalente all'incirca al 1600) è un edificio di culto situato nel centro storico di Caravaggio, in Lombardia, a poche decine di metri dalla chiesa parrocchiale; vi sono annessi un campanile coevo ed un edificio che fu sede del monastero delle Agostiniane, la cui presenza in città è testimoniata a partire dal 1480. Il monastero venne chiuso nel 1805, durante la dominazione francese; le monache estromesse si trasferirono a Crema, nel monastero di Santa Maria.
La facciata barocca della chiesa è stata attribuita all'architetto caravaggino Fabio Mangone. L'interno presenta una sola navata, che termina in un ricco altare; il coro ospita un crocefisso ligneo del XVII secolo, precedentemente ospitato nella scomparsa Chiesa di San Defendente.
Il chiostro dell'ex convento, costruito in mattoni senza intonaco, è attualmente parte della casa parrocchiale; il cortile interno è cinto su tre lati da un portico con volte a crociera. Risale al XIX secolo l'erezione di un muro che ha di fatto diviso l'antico cortile in due parti.